# Veronica densifolia
Veronica densifolia là một loài thực vật có hoa trong họ Mã đề. Loài này được (F.Muell.) F.Muell. miêu tả khoa học đầu tiên năm 1861.